# Orso di Aosta
Sant'Orso (in francese, Ours d'Aoste o Saint Ours; V secolo – Aosta, 1º febbraio 529) è stato un monaco cristiano e presbitero irlandese, vissuto in Valle d'Aosta, considerato santo dalla Chiesa cattolica.

## Biografia
Non è da confondersi con Sant'Orso di Toul, un vescovo francese contemporaneo. Fu invece verosimilmente di umili origini irlandesi e una volta sceso verso le Alpi, si stabilì in Valle d'Aosta. I documenti agiografici su di lui sono scarsi, i primi risalgono a un anonimo che scrisse Vitae beati Ursi, del IX secolo circa. Orso divenne presbitero in servizio presso la chiesa di san Pietro di Aosta, quella che, in seguito, diventerà la collegiata di San Pietro e Sant'Orso. Persona semplice, dedicato alla preghiera e alla carità, evangelizzò anche le zone circostanti. Secondo la tradizione, era lui che costruiva e regalava ai poveri i tradizionali "sabot", per proteggersi dal freddo e dalla neve.

Se è incerta la data di nascita è più sicura quella della morte, il 1º febbraio del 529. È commemorato insieme a Santa Verdiana. Il giorno prima, ad Aosta, si svolge la tradizionale Fiera di Sant'Orso.

## Culto
Diventò uno dei santi più popolari della Valle d'Aosta, patrono di Cogne dove gli fu dedicata la grande prateria detta "Prati di Sant'Orso", Jovençan e Derby. Non divenne il patrono del capoluogo regionale, né della regione, titolo attribuito invece a san Grato, il vescovo della città vissuto qualche anno prima. È tuttavia patrono del bourg Saint-Ours di Aosta, dove si trova la Collegiata di Sant'Orso.

Sant'Orso viene comunemente ritratto con un uccello posato sulla spalla per ricordare che era generoso anche con i volatili. A lui sono dedicati lo storico cimitero di sant'Orso, la Collegiata e la fiera di fine gennaio. Già a partire dal XII secolo, il suo culto si diffuse anche fuori della Vallée, per esempio, ad Annecy in Francia, o a Ivrea (in provincia di Torino), dove gli fu dedicato il nome di un ospizio.